# Calceolaria fabrisii
Calceolaria fabrisii är en toffelblomsväxtart som beskrevs av Botta och Cabrera. Calceolaria fabrisii ingår i släktet toffelblommor, och familjen toffelblomsväxter. Inga underarter finns listade i Catalogue of Life.